# Крайнов, Юрий Дмитриевич
Юрий Дмитриевич Крайнов (4 апреля 1937 года, село Кривоозерки Аксубаевского района Татарской АССР — 21 августа 2002, город Миасс Челябинской обл.) — советский и российский инженер, участник создания стратегических ракетных комплексов подводных лодок ВМФ СССР (ГРЦ им. академика В. П. Макеева). Лауреат Государственной премии СССР (1985). Награждён орденами Трудового Красного Знамени (1978), «Знак Почёта» (1968), медалями.

## Биография
Юрий Дмитриевич Крайнов родился 4 апреля 1937 года в селе Кривоозерки Аксубаевского района Татарской АССР. Окончил Казанский авиационный институт, механический факультет (1960). С 1960 по 2002 год — работа в СКБ № 385 (с 1966 года — КБ машиностроения, с 1993 года — Государственный ракетный центр): инженер-конструктор, начальник группы, заместитель ведущего конструктора комплекса (с 1970 по 1974), ведущий конструктор комплекса (с 1974 по 1978), ведущий конструктор темы по летным испытаниям боевого оснащения морских ракетных комплексов (с 1978 по 1996).
Участник разработки, наземных и летных испытаний, освоения серийного производства боевых ракетных комплексов стратегического назначения для подводных лодок, оснащенных ракетами 4К-10 и обеспечивающих наведение боевого блока ракет 4К-18 на подвижные морские цели.
Участник разработки конструкторской документации и ведении производства при изготовлении штатных и экспериментальных узлов и общей сборки ракет Р-13, Р-21, Р-27, Р-27К. Руководил организацией разработки, испытаний и передачи в эксплуатацию комплекса с ракетой Р-27К.
В качестве ведущего конструктора темы внёс существенный вклад в разработку третьего поколения баллистических ракет подводных лодок, возглавив впервые в отрасли направление отработки высокоскоростных боевых блоков для оснащения морских ракет пусками серийного носителя на полигоне Капустин Яр.
Скончался в городе Миасс Челябинской области 21 августа 2002 года на 66-м году жизни; похоронен на кладбище «Северное».

## Награды и премии
- Государственная премия СССР "за создание специального прибора"[4][5] (1985)
- Орден Трудового Красного Знамени (1978)
- Орден «Знак Почёта» (1968)
- Медаль имени академика В. П. Макеева Федерации космонавтики России